# Копче за сън
„Копче за сън“ е българска детска пиеса от Валери Петров, написана през 1978 година.
Издадена е от „Балкантон“ като мюзикъл с музиката на Георги Генков. Ролите озвучават Ицко Финци, Меглена Караламбова, Николай Бинев, Ани Бакалова, Славка Славова, Цонка Митева.
Пиесата е многократно поставяна на театрална сцена:
- Младежки театър „Николай Бинев“, София
Постановка: Иван Урумов, сценография: Кольо Карамфилов, музика: Добрин Векилов – Дони
В ролите: Иван Несторов, Мая Бабурска, Цанко Спасов, Станка Калчева, Мариана Миланова, Линда Барбара Вацулка, Лиза Шопова, Ангелина Славова, Светослав Добрев, Вежен Велчовски, Дарин Ангелов, Деян Ангелов и Огнян Голев. [1]
- Общински куклен театър „Патилан“, Монтана
Постановка: Анастасия Янкова, сценография: Наталия Гочева, музика: Иван Иванов
В ролите: Иван Першенлиев, Наташа Крумова, Виолета Рачева, Доля Кръстева, Мариана Кирилова, Венелин Първанов, Иван Иванов, Петя Борисова.
- Драматично-куклен театър „Иван Димов“, Хасково
Постановка: Злати Златев, сценография: Анна Игнатова, музика: Владимир Джамбазов
В ролите: Силвия Предова, Стефан Цирков, Светла Рудева, Дарина Параскова, Ивайло Димитров-Пифа. [2]
- Куклен театър, Сливен
Постановка: Злати Златев, сценография: Анна Игнатова, музика: Владимир Джамбазов
В ролите: Румен Гаванозов, Мария Райчева, Ефимия Павлова, Таня Русева, Кателей Кателиев
За участието си на ХІІІ Международен куклен фестивал „Златният делфин“ на 04.10.2005 г. във Варна, постановката на ДКТ-Сливен получава наградите в категориите „Оригинална музика“ на Владимир Джамбазов и „Актьорско майсторство за мъжка роля“ на Румен Гаванозов.[3]